# HD173654
HD173654 — подвійна зоря. 
Ця подвійна система має видиму зоряну величину в смузі V приблизно 5,9.
Вона розташована на відстані близько 258,4 світлових років від Сонця.

## Подвійна зоря
Головна зоря цієї системи належить до хімічно пекулярних зір й має спектральний клас A2.
Інша компонента має  спектральний клас A7.

## Фізичні характеристики
Зоря HD173654 обертається 
досить швидко 
навколо своєї осі. Проєкція її екваторіальної швидкості на промінь зору становить  Vsin(i)= 71км/сек.